# Still of the Night
Still of the Night è una canzone del gruppo musicale britannico Whitesnake. È stata estratta come singolo di lancio dall'album di maggior successo del gruppo, Whitesnake del 1987. Ha raggiunto la posizione numero 79 della Billboard Hot 100 e la numero 18 della Mainstream Rock Songs negli Stati Uniti, mentre ha raggiunto la posizione numero 16 della Official Singles Chart nel Regno Unito.
Nel 2009 è stata inserita alla posizione numero 27 nella classifica delle "100 più grandi canzoni hard rock" stilata da VH1.

## Composizione
La canzone è stata scritta dal cantante David Coverdale assieme al chitarrista John Sykes, ed è una delle composizioni più famose degli Whitesnake. Il pezzo combina le influenze blues originarie della band con un nuovo sound più aggressivo e distorto, facendone una potente composizione hard rock. David Coverdale ha spiegato la genesi della canzone in un'intervista:
La canzone presenta una lunga parte centrale che ricorda vagamente quella di Whole Lotta Love dei Led Zeppelin. John Sykes ha così parlato della sezione centrale:
La canzone è stata quasi sempre suonata nei bis dei concerti degli Whitesnake e nelle esibizioni da solista di John Sykes.

## Video musicale
È stato girato un video musicale per Still of the Night in cui compare la futura moglie di David Coverdale, l'attrice Tawny Kitaen. Il video è risultato il più richiesto su MTV nella sua prima settimana di messa in onda.

## Nella cultura di massa
I Whitesnake si sono rifiutati di concedere la licenza per l'uso di Still of the Night nel videogioco musicale Rock Revolution; nel videogioco è stata per cui inserita solamente una cover della canzone originale. La versione degli Whitesnake è successivamente apparsa come contenuto scaricabile per Rock Band nel 2012. La canzone appare anche nella colonna sonora del videogioco Brütal Legend.
La cantante finlandese Tarja Turunen, ex voce della band symphonic metal Nightwish, ha registrato una cover di Still of the Night come traccia bonus per il suo album What Lies Beneath nel 2010.
Il gruppo musicale statunitense Halestorm ha inciso una cover del brano per il suo Reanimate 3.0: The Covers EP nel 2017.

## Tracce
Testi e musiche di David Coverdale e John Sykes, eccetto dove indicato.
1. Still of the Night – 6:36
2. Here I Go Again – 4:34 (Coverdale, Bernie Marsden)
3. You're Gonna Break My Heart Again – 4:11

## Formazione
- David Coverdale – voce
- John Sykes – chitarre
- Adrian Vandenberg – chitarre
- Neil Murray – basso
- Aynsley Dunbar – batteria
- Don Airey – tastiere

## Classifiche
| Classifica (1987)             | Posizione massima |
| ----------------------------- | ----------------- |
| Irlanda                       | 23                |
| Regno Unito                   | 16                |
| Stati Uniti                   | 79                |
| Stati Uniti (mainstream rock) | 18                |